# Roue allemande

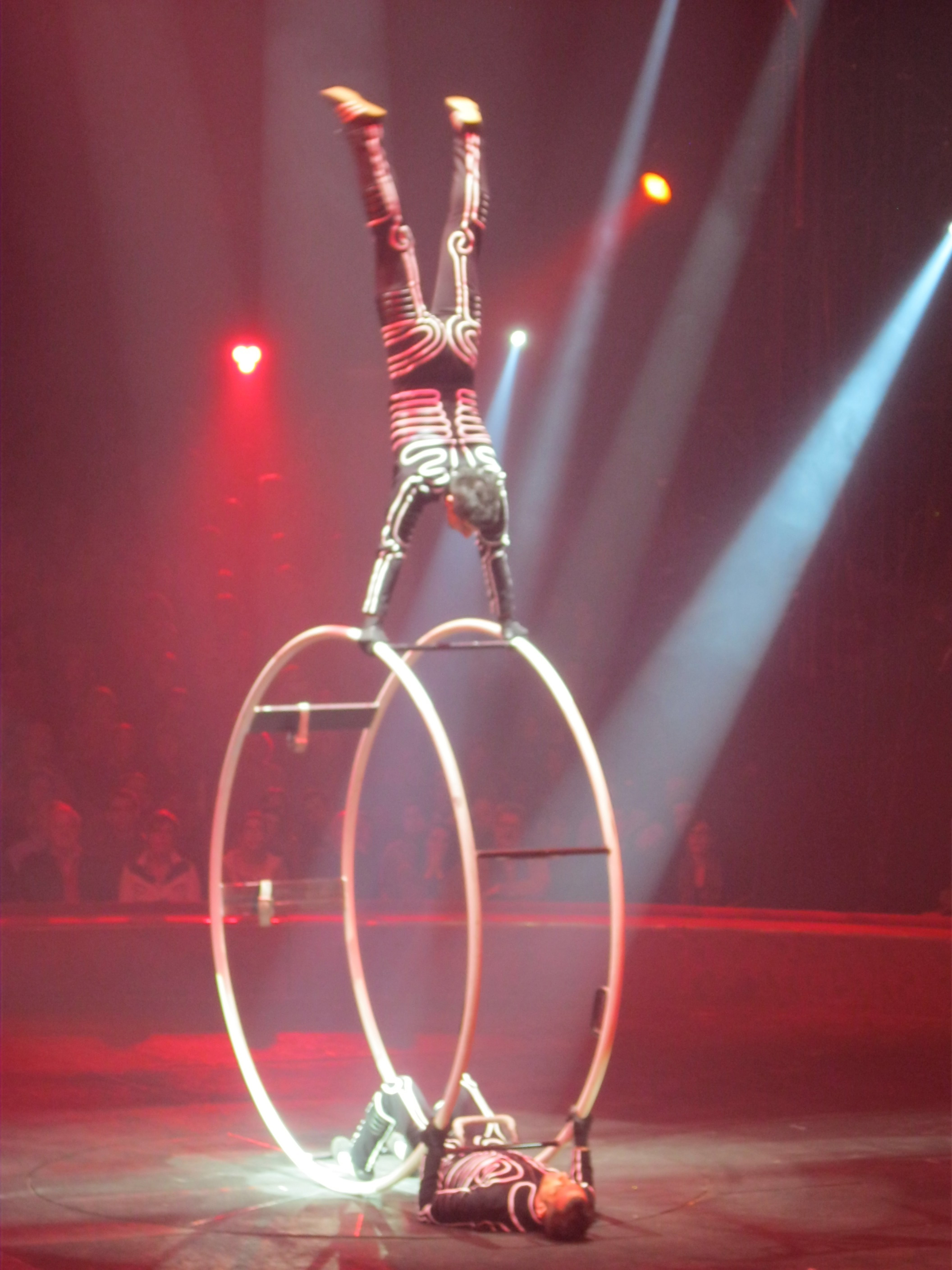
Numéro de roue allemande présenté au programme du spectacle du cirque Arlette Gruss en 2013.

Une roue allemande est un accessoire de gymnastique circulaire auquel l'artiste s'accroche à l'aide de ses pieds et de ses mains. Cet objet est proche de la roue Cyr, à la différence près que la roue allemande possède deux anneaux.

## Description
Cette roue a été inventée par l'Allemand Otto Feick (en). Il déposa un brevet en 1925. Le nom allemand est « Rhönrad », par référence à la region montagneuse où l'inventeur a vécu. 
La discipline a été présentée aux Jeux olympiques d'été de 1936 sans faire partie de la compétition.
 Le 13e championnat du monde a eu lieu en 2018 à Macolin en Suisse.